# 6221 Ducentesima
6221 Ducentesima eller 1980 GO är en asteroid i huvudbältet som upptäcktes den 13 april 1980 av den tjeckiske astronomen Antonín Mrkos vid Kleť-observatoriet i Tjeckien. Den är uppkallad efter det latinska ordet för 200.
Asteroiden har en diameter på ungefär 13 kilometer och den tillhör asteroidgruppen Themis.